# Cortes de Monzón-Barcelona (1563)

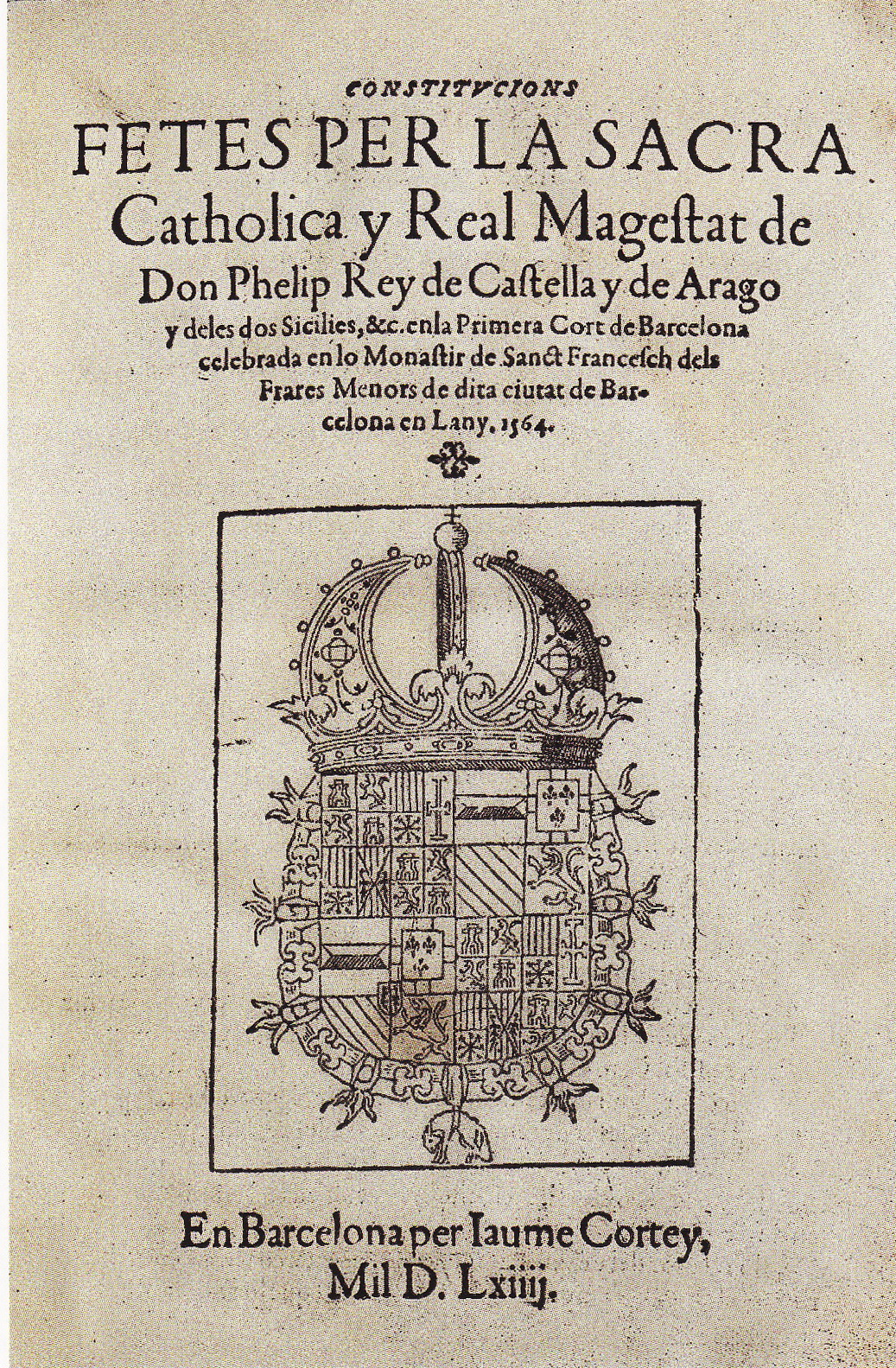
Constituciones de 1564.

Las Cortes de Barcelona-Monzón de 1563 fueron presididas por el rey Felipe II. La convocatoria inicial era para el 4 de agosto de 1563 en Monzón, posteriormente se modificó la fecha por dos veces, primero para el 26 de agosto y finalmente para el 13 de septiembre de 1563. Se concluyeron en 23 de enero de 1564.
El 28 de enero de 1564, los diputados barcelonenses volvieron con la noticia de que el rey trasladaría la sede de las cortes a Barcelona para jurar las constituciones y privilegios de Cataluña. El rey Felipe II entró en Barcelona el 6 de febrero y juró las constituciones el 1 de marzo. La permanente desconfianza de las instituciones catalanas hacia los oficiales reales provocaba fuertes tensiones y el rey decidió fijar las cortes el 23 de marzo de 1564, empeorando todavía más la relación.
| Predecesor: Cortes de Monzón (1553) | Cortes Generales de la Corona de Aragón 1563—1564 | Sucesor: Cortes de Monzón (1585) |
| Predecesor: Cortes de Monzón (1553) | Cortes de Aragón 1563—1564                        | Sucesor: Cortes de Monzón (1585) |
| Predecesor: Cortes de Monzón (1553) | Cortes Catalanas 1563—1564                        | Sucesor: Cortes de Monzón (1585) |
| Predecesor: Cortes de Monzón (1553) | Cortes del Reino de Valencia 1563—1564            | Sucesor: Cortes de Monzón (1585) |